# Coup de Goudi
Vous lisez un « bon article » labellisé en 2008.
Pour les articles homonymes, voir Goudi.
Le coup de Goudi (en grec : κίνημα στο Γουδί / kínima sto Goudí) fut un coup d'État militaire en Grèce dans la nuit du 15 août 1909 (28 août dans le calendrier grégorien) à partir des casernes de Goudí, dans la banlieue est d'Athènes.
À la suite de l'échec de l'énosis de la Crète et à cause du discrédit du gouvernement depuis la défaite humiliante dans la guerre contre la Turquie en 1897, une société secrète avait été organisée dans l'armée grecque : la « Ligue militaire ». Elle recrutait dans les rangs subalternes, se méfiant des officiers supérieurs potentiellement fidèles au pouvoir. Un de ses chefs était le colonel Nikólaos Zorbás.
Dans la nuit du 15 août (date symbolique), la Ligue militaire, après avoir réuni ses troupes dans les casernes de Goudí, proclama l'insurrection et envoya un mémorandum au gouvernement demandant le redressement immédiat du pays et de ses forces armées. Le roi Georges Ier céda et remplaça le Premier ministre Dimítrios Rállis par Kyriakoúlis Mavromichális sans satisfaire les insurgés. Ils s'appuyèrent alors sur une grande manifestation populaire au mois de septembre 1909. Devant l'enlisement du conflit, les insurgés firent appel à un homme neuf et providentiel, Elefthérios Venizélos. Ce dernier respecta les règles démocratiques en demandant de nouvelles élections. Après la double victoire de ses partisans au parlement grec en août et en décembre 1910, Elefthérios Venizélos, devenu Premier ministre, entama la politique de réformes réclamée par les instigateurs du coup d'État.

## La Grèce au début duXXesiècle
Le congrès de Berlin en 1878 et surtout la conférence de Constantinople en 1881 avaient été des réussites pour la diplomatie grecque. Le pays y avait gagné la Thessalie et une partie de l'Épire. Pour continuer à réaliser la Grande Idée, la Grèce se tourna alors vers la Macédoine et la Crète, où elle connut de sévères désillusions.

### Les humiliations militaires
Dès 1895, à la suite des massacres des Arméniens dans l'Empire ottoman, les chrétiens de Crète, alors sous domination ottomane, demandèrent à assumer eux-mêmes le gouvernement de leur île, sous la protection des grandes puissances. Des massacres de chrétiens par des musulmans poussèrent la Grèce à intervenir, d'abord en acceptant le départ de volontaires, puis de plus en plus directement en envoyant une partie de sa flotte puis des troupes au début de 1897 au moment même où les Crétois déclaraient l'énosis (le rattachement à la Grèce). L'intervention des puissances européennes (France, Grande-Bretagne, Italie, Russie, Autriche et Allemagne) obligea la Grèce à faire machine arrière. L'opposition critiqua l'incapacité et l'indécision du gouvernement qui déclara la guerre à l'Empire ottoman début avril. Les combats durèrent un mois, ce qui donna son surnom au conflit : la guerre de trente jours. La défaite grecque fut totale. Sa frontière nord, établie en 1881, recula. Elle fut condamnée à verser une énorme indemnité de guerre au vainqueur. La Crète devint autonome tout en restant sous la suzeraineté du Sultan.

### La Macédoine

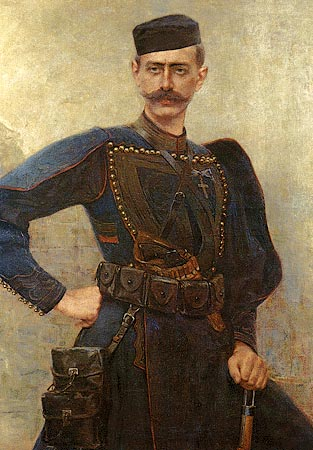
Pavlos Melas en costume traditionnel de « Makedonomakhos » par Georgios Jakobides.

La Macédoine était une région disputée entre la Grèce, l'Empire ottoman et la toute jeune Bulgarie (créée au congrès de Berlin). Des bandes armées grecques (« makedonomakhoi » aidées par l'Ethniki Etairia (Société nationale) et le gouvernement d'Athènes, qui leur apporta une aide plus ou moins directe : financement via ses agents consulaires comme Íon Dragoúmis, ou encadrement par des conseillers militaires comme Pavlos Melas), bulgares (« komitadjis » de l'« Organisation révolutionnaire intérieure macédonienne » (ORIM) organisée en comités et fondée en 1893), s'affrontaient et se confrontaient à la gendarmerie ottomane,,. Les exactions étaient nombreuses : pillages, incendies ou assassinats. Le 20 juillet 1903 (2 août dans le calendrier grégorien), jour de la Saint-Élie (Ilinden), se déroulèrent les événements dits de la Saint-Élie. L'ORIM déclencha un soulèvement. La répression turque fut très dure. Elle fit 2 000 morts, villages et maisons furent rasés. Les puissances occidentales, émues, décidèrent d'intervenir. Un plan prévoyait à terme une réorganisation administrative de la région, qui permettait d'envisager une partition sur des bases ethniques. Chacune des ethnies concernées chercha alors à affermir ses positions, pour disposer d'un plus grand territoire lors de la potentielle partition. Le gouvernement grec chercha alors à intervenir plus directement dans la région. Les réussites et les sacrifices des jeunes officiers, comme Pavlos Melas, redorèrent le blason d'une partie de l'armée. Les Turcs réagirent à leur tour, avec la révolution Jeunes-Turcs en juillet 1908.

### Conséquences de la révolution Jeunes-Turcs
Le mouvement libéral et nationaliste turc dans l'Empire ottoman inquiéta les Grecs. Déjà, en 1905, avec la révolte de Therissos, les Crétois, menés par Elefthérios Venizélos, avaient commencé à préparer l'énosis en obligeant le Haut-Commissaire Georges de Grèce, nommé par les puissances européennes, à démissionner en 1906. La révolution Jeunes-Turcs les poussa, en profitant de l'absence du nouveau Haut-Commissaire, Aléxandros Zaïmis, à proclamer unilatéralement l'énosis définitive.
Des manifestations anti-Grecs se déroulèrent en Turquie où la presse se déchaîna aussi. Les puissances européennes se montrèrent hostiles à la Grèce. le gouvernement de Geórgios Theotókis fut de plus en plus critiqué. Son remplacement par le gouvernement Rallis eut peu d'effets. Le nouveau Premier ministre s'empressa de donner des signes de bonne volonté à l'ambassadeur turc et aux grandes puissances. Voulant éviter une nouvelle guerre gréco-turque, il critiqua ceux qu'il appelait les « révolutionnaires crétois » et affirma vouloir se soumettre aux décisions des grandes puissances. L'indignation contre les faiblesses et l'attitude timorée du gouvernement augmenta, aussi bien dans la population que dans l'armée, surtout chez les jeunes officiers qui avaient combattu en Macédoine. L'idée d'imiter les officiers Jeunes-Turcs commença à apparaître.

### La situation économique et sociale

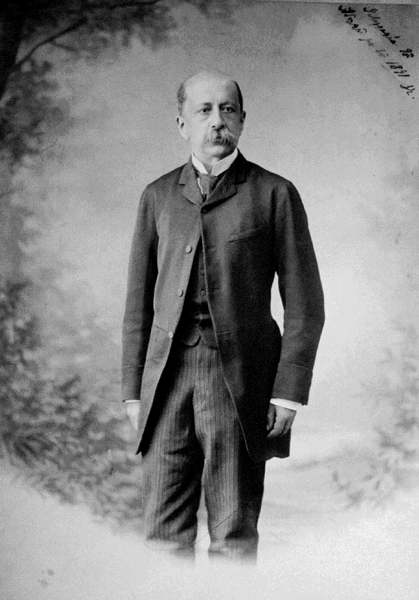
Charílaos Trikoúpis.

La Grèce connaissait la crise économique depuis de nombreuses décennies. La dette publique (vis-à-vis des grandes puissances surtout) qui remontait à la guerre d'indépendance, atteignait des sommets dans les années 1890. À tel point que le gouvernement de Charílaos Trikoúpis reconnut que le pays était en faillite, en décidant de diminuer la dette publique à 30 % de sa valeur, ce qui mécontenta ses créanciers, particulièrement les puissances européennes. L'exportation du raisin de Corinthe entra au même moment en crise. La Grèce connut alors un phénomène nouveau : l'émigration de la population active. Le nombre des émigrants (surtout vers les États-Unis) passa de 1 108 en 1890 à 39 135 en 1910 (pour 2,8 millions d'habitants). La croissance économique ne suffisait pas à satisfaire ouvriers et agriculteurs, qui partaient chercher du travail ailleurs. Jusque-là, ne partaient que des montagnards ou des habitants des îles, sans terre. Cependant, cette croissance économique entraîna la création, comme ailleurs en Europe au même moment, d'une classe moyenne, née du développement industriel, de l'augmentation du nombre de fonctionnaires (liée au clientélisme politique) et de l'explosion urbaine. Cette classe moyenne, au milieu des années 1900-1910, ne pouvait comprendre que le pays soit prospère et que les finances de l'État soient en si mauvaise situation. Des hommes politiques, peu satisfaits de la politique du gouvernement, réagirent eux aussi. En octobre 1906, un groupe appelé les « Japonais », se forma autour de Stéphanos Dragoúmis. Il critiquait l'ancienne oligarchie qui ruinait le pays, et réclamait des réformes radicales. Le groupe des « sociologues », d'abord influencé par le marxisme, appelait lui aussi à une modernisation de l'appareil d'État et de l'économie.

## Le coup d'État

### La «Ligue militaire»

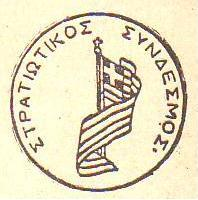
Timbre de la Ligue militaire.

Des officiers subalternes s'étaient réunis en 1908 pour fonder, à Athènes, une société secrète : la « Ligue militaire » (Στρατιωτικός Σύνδεσμος). Elle était principalement constituée de jeunes officiers subalternes, comme Theodoros Pangalos, et ceux-ci se méfiaient des officiers supérieurs fidèles à l'ancien système. Le secret ne fut pas très bien gardé, et en juin 1909, de nombreux hauts gradés de l'armée et de la marine en faisaient partie. La Ligue militaire ne désirait alors qu'une augmentation du budget de l'armée, pour laquelle elle voulait aussi une réorganisation et une meilleure instruction, sur le modèle de l'armée ottomane, qui avait triomphé en 1897. La Ligue, dirigée par un colonel d'artillerie, Nikólaos Zorbás, alors âgé de 65 ans, exigeait aussi l'éviction des membres de la famille royale, considérés comme responsables de cette défaite. Or, Georgios Theotokis, s'il avait accru l'approvisionnement en armes, canons et munitions, avait aussi nommé le diadoque (prince héritier) Constantin chef d'état-major. Et, malgré les demandes, il n'avait autorisé que quelques officiers à aller poursuivre leur formation en France et en Allemagne,.

### Action de l'armée
La Ligue militaire commença par faire une sorte de jeu d'influence, en faisant pression sur le pouvoir. Elle avait déjà obtenu un succès avec la démission, en juillet 1909, de Theotokis, sa bête noire car symbole du clientélisme parlementaire qu'elle détestait. Mais son successeur, Dimitrios Rallis se l'aliéna immédiatement en saluant le rôle majeur de Constantin lors de la guerre de 1897, en rappelant tous les officiers présents en Macédoine, en demandant l'intervention des grandes puissances en Crète et en arrêtant certains de ses membres.

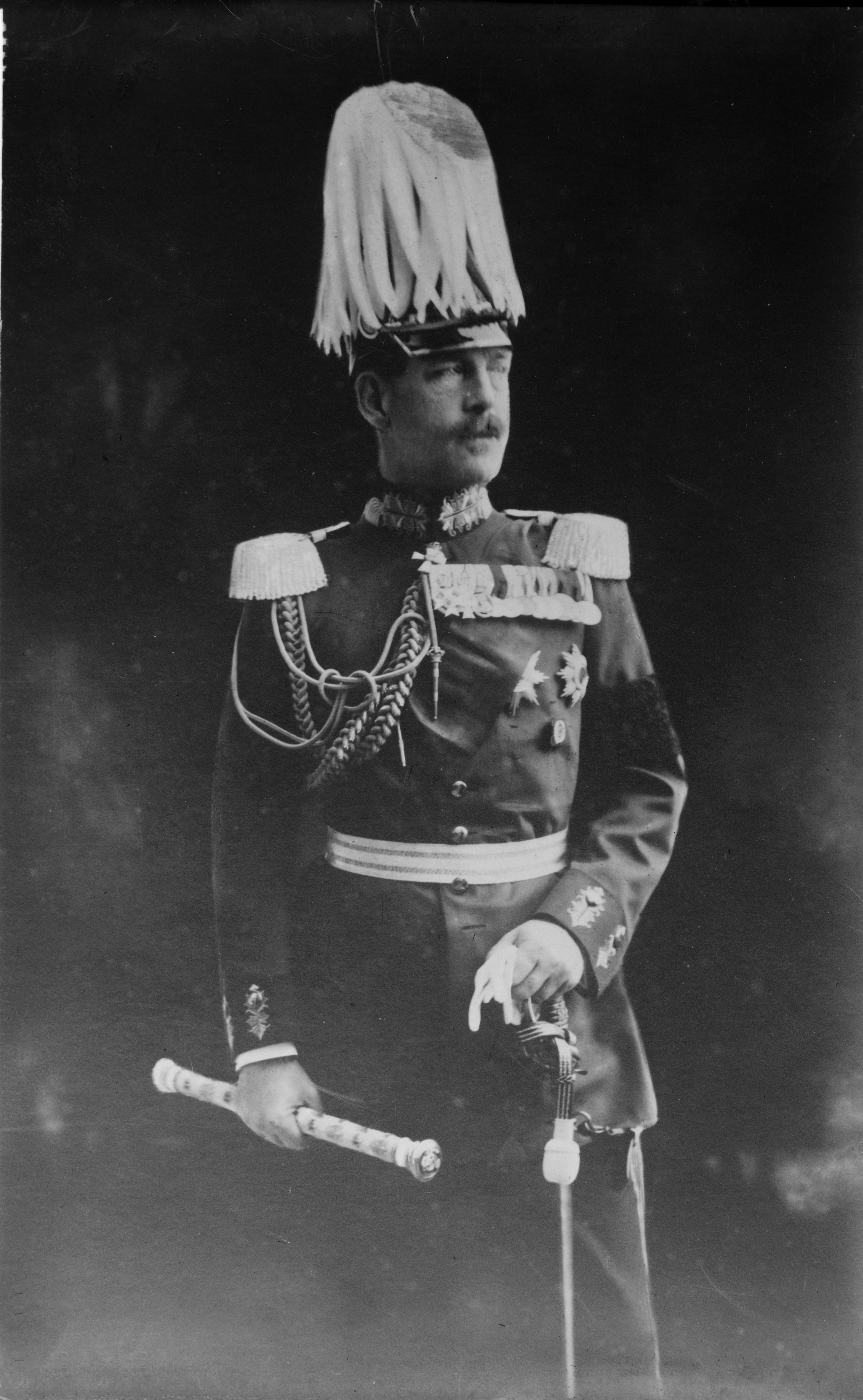
Le diadoque Constantin en uniforme allemand.

Le coup d'État partit des casernes de Goudi, dans la nuit du 15 août 1909. La Ligue militaire y avait rassemblé ses partisans : plusieurs centaines d'officiers subalternes, de sous-officiers, de simples soldats, de gendarmes et de civils. Les forces armées et, principalement, les jeunes officiers firent parvenir au gouvernement de Rallis un mémorandum qui comprenait leurs revendications. Une partie était purement catégorielle : les soldats contestaient, par exemple, le système d'avancement. Une autre partie était politique exigeant des réformes du pays en profondeur : dans son fonctionnement politique, mais aussi social, économique et bien sûr militaire. Les troupes demandaient le réarmement naval et terrestre, exigeaient que les ministères de la Marine et de la Guerre soient confiés à des militaires. Les insurgés ne demandaient pas l'abdication du roi, ni la dissolution de la monarchie ; ils restaient des sujets fidèles. Ils n'annonçaient pas non plus de dictature militaire et ne voulaient même pas de changement de gouvernement. Ils respectaient les formes de la démocratie parlementaire. Les officiers demandaient cependant que les princes royaux, et principalement le diadoque Constantin, à qui on reprochait la défaite de 1897, soient chassés de l'armée. Enfin, la Ligue militaire demandait une baisse de la pression fiscale,.
Le Premier ministre entama des négociations de forme avec les révolutionnaires qui, pour accélérer les choses, utilisèrent la population d'Athènes.

### Revendications populaires
Une grande manifestation populaire, organisée et encadrée par les militaires, se déroula dans les rues d'Athènes le 14 septembre 1909. Les manifestants, venus d'Athènes et du Pirée, demandaient l'instauration de l'impôt sur le revenu, le protectionnisme, la titularisation des fonctionnaires (pour qu'ils ne dépendissent plus des politiques), l'amélioration de la condition ouvrière et la condamnation de l'usure. Le roi Georges Ier ne désirait pas subir le sort de son prédécesseur, Othon Ier, qui avait été chassé dans des circonstances équivalentes dans les années 1860. Le Premier ministre Dimitrios Rallis fut poussé à la démission et fut remplacé par Kyriakoúlis Mavromichális.

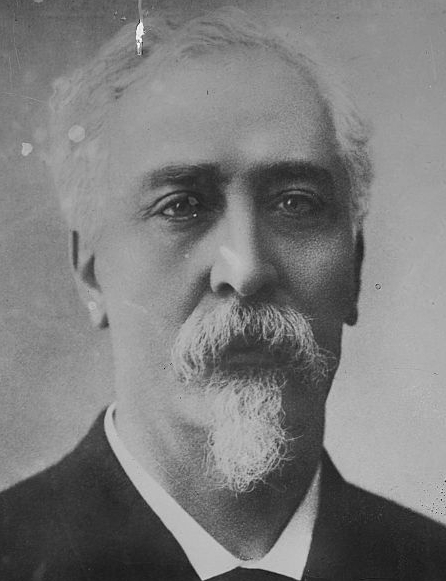
Stephanos Dragoumis.

### Enlisement

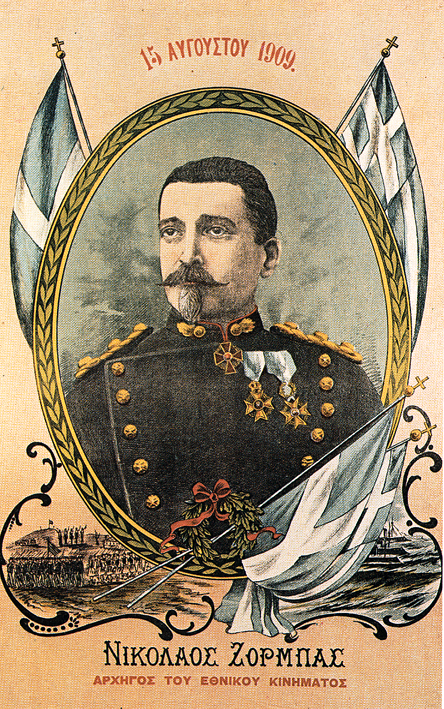
Le colonel Nikolaos Zorbas.

Les négociations traînaient en longueur. Le colonel Zorbás n'avait pas les capacités politiques pour tenir tête aux vieux routiers. Mavromichalis avait réalisé une partie du programme exigé par la Ligue militaire, sous la menace, cette fois-ci, d'une véritable prise de pouvoir par les militaires. Ainsi, l'état-major fut réorganisé et les proches de Constantin (comme Ioannis Metaxas) furent écartés tandis que des économies budgétaires furent entamées afin de financer la modernisation de l'armée. Mais son gouvernement montrait bien que l'ancien système résistait : seul le ministre des Finances Athanasios Eftaxias avait des idées modernisatrices. La révolution s'essoufflait et la Ligue militaire commençait à s'effriter. Elle n'était en effet pas un véritable mouvement politique. Son idéologie et son programme manquaient de cohérence. Ses chefs étaient populaires, mais peu habiles. Ils étaient surtout des soldats peu à l'aise hors de leurs casernes. La Ligue avait su lier ses revendications corporatistes au mécontentement populaire à l'aide de slogans populistes et nationalistes. Mais, elle inquiétait la bourgeoisie qui, si elle voyait la nécessité de moderniser le pays, craignait la dérive vers une dictature militaire considérée comme préjudiciable à la bonne marche des affaires.

### L'appel à Venizélos

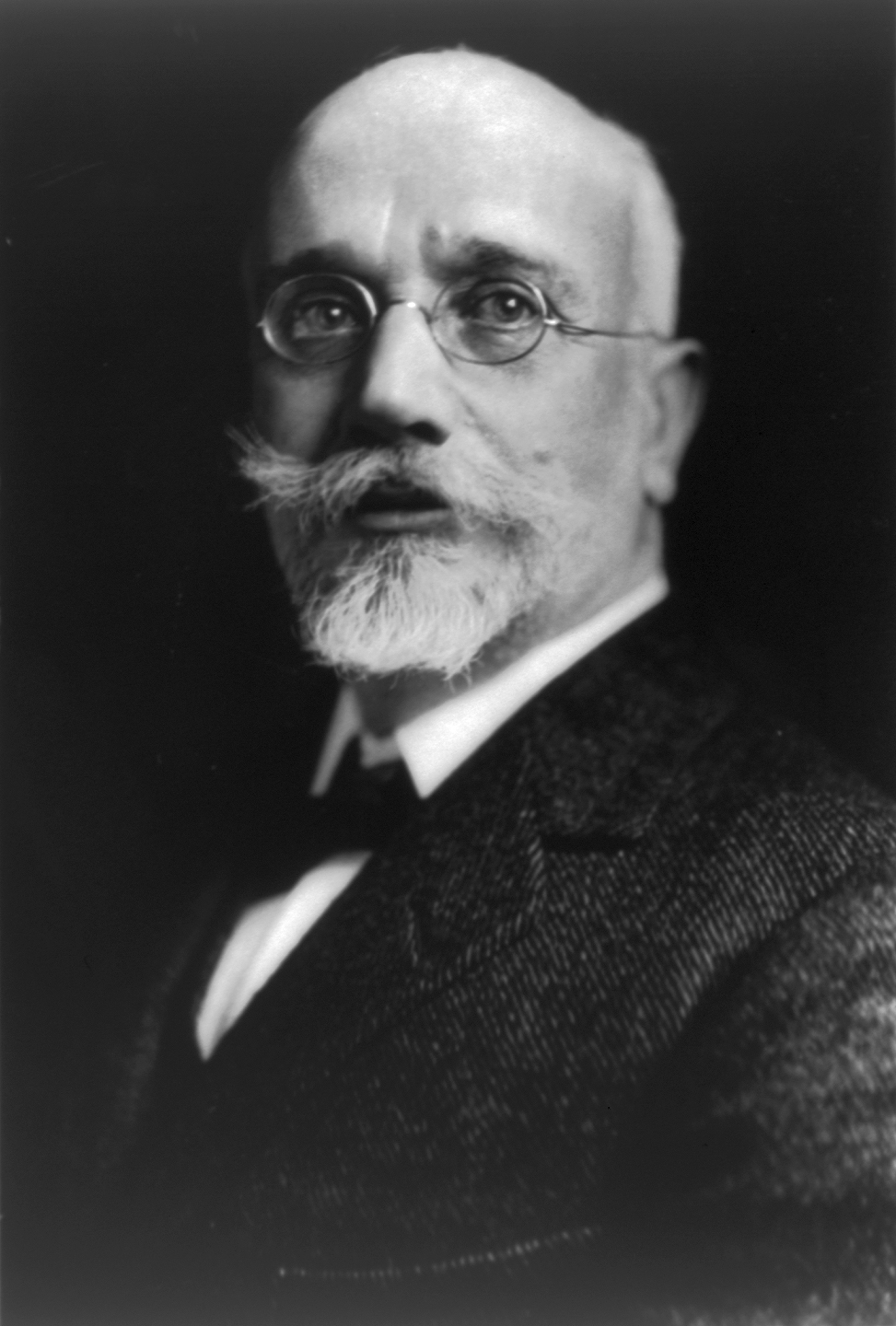
Elefthérios Venizélos.

Une partie des officiers se rendit alors en Crète, qu'ils connaissaient bien pour avoir participé soit aux événements soit à la formation de la garde civile lors de la période d'autonomie. Ils avaient aussi pu voir alors les capacités politiques de celui qui était Premier ministre de Crète depuis le 9 mai 1909 : Elefthérios Venizélos. Lorsque le prince Georges de Grèce avait été Haut-Commissaire en Crète, il s'était trouvé en opposition avec Venizélos. Cela donnait au Premier ministre crétois une aura anti-dynastique qui plaisait aux insurgés de Goudi. Dès le mois d'octobre 1909, ils lui avaient envoyé un émissaire, pour sonder ses intentions. Ils lui proposèrent le poste de Premier ministre de Grèce. Cependant, celui-ci ne désirait pas apparaître comme l'homme des militaires, en Grèce comme aux yeux du reste du monde. Il ne voulait pas non plus se heurter de front au roi Georges Ier et aux « vieux » partis politiques. Il leur conseilla alors de faire procéder à des élections législatives et de confier à la nouvelle assemblée le soin de réaliser le programme des réformes. Il se rendit à Athènes le 15 décembre 1909 (28 décembre dans le calendrier grégorien). En janvier, un Conseil de la couronne réunit les principaux chefs des mouvements politiques, sous l'égide du roi et de Venizélos. Ce dernier y joua le rôle de médiateur entre les forces en présence : le roi, le gouvernement, le parlement, les militaires et la population. Les solutions proposées par le Premier ministre crétois furent adoptées : convocation d'une assemblée chargée de réviser la constitution ; démission du gouvernement Mavromichalis, remplacé par un gouvernement de transition, chargé d'organiser les élections législatives. Le gouvernement de transition fut confié à Stéphanos Dragoúmis, considéré comme « indépendant ». Nikólaos Zorbás occupait le poste de Ministre de l'Armée de terre. En échange, Venizélos réussit à convaincre la Ligue militaire de se dissoudre afin de ne pas entraver le jeu politique. Le souverain convoqua de nouvelles élections en mars 1910 ; trois jours plus tard, la Ligue annonçait sa dissolution. Et il retourna en Crète,.
Prétextant sa nationalité crétoise (l'île avait déclaré l'enosis mais la Grèce ne l'avait pas encore reconnue), Venizélos ne participa pas aux élections qui se tinrent en août 1910. Ses partisans le présentèrent pour un siège en Attique-Béotie mais il ne participa pas à la campagne électorale. Il était en tournée diplomatique en Europe occidentale lorsqu'il apprit qu'il était élu et que les députés qui se réclamaient de lui avaient obtenu une majorité relative de 146 sièges sur 362. Il se rendit alors à Athènes. Le gouvernement Dragoúmis démissionna et Venizélos devint Premier ministre en octobre 1910. Il s'entoura de collaborateurs acquis à la politique de réformes et commença à appliquer le programme des révolutionnaires de Goudi, appuyé sur une forte popularité. L'ambassadeur d'Autriche constata le 28 octobre 1910 : « Venizélos est une sorte de consul populaire et presque de dictateur de la Grèce. L'enthousiasme du peuple, qui l'acclame partout, saute aux yeux. » Le Crétois décida de convoquer immédiatement de nouvelles élections pour asseoir sa majorité. Elles se déroulèrent en décembre 1910. Venizélos prit soin de se présenter comme l'adversaire des « vieux » partis (qui boycottèrent le scrutin), mais aussi comme libre de l'influence de la Ligue militaire qui était allée le chercher après le coup de Goudi. Ainsi, il n'hésita pas à prendre comme aide-de-camp Ioannis Métaxas, une des bêtes noires de la Ligue et qui avait été écarté par celle-ci. Venizélos remporta les élections avec une majorité de 300 députés sur 362,.

## Politique de modernisation de la Grèce
Les réformes du gouvernement Venizélos furent nombreuses. Ces réformes permirent à la Grèce de se moderniser et d'être mieux préparée lors des guerres balkaniques et de la Première Guerre mondiale.
À la population qui demandait que l'assemblée élue à l'été 1910 fût une assemblée constituante, Venizélos avait répondu qu'il la considérait plutôt comme une « assemblée révisionniste ». Les cinquante amendements constitutionnels de 1911, préparés par une commission dirigée par Stéphanos Dragoúmis, firent qu'on considère souvent qu'après cette date la Grèce disposait d'une nouvelle loi fondamentale. Cette révision réforma le statut de la propriété, ouvrant la perspective d'une réforme agraire (300 000 arpents furent distribués à 4 000 familles d'agriculteurs en Thessalie). L'enseignement agricole fut encouragé tout comme les coopératives agricoles, un Ministère de l'Agriculture fut créé et un agronome fut nommé dans chaque région. Les fonctionnaires devinrent inamovibles et une partie du recrutement se fit par concours. Les magistrats furent protégés par un Conseil supérieur de la magistrature. Des mesures sociales améliorèrent le sort des classes populaires : l'interdiction du travail des enfants et du travail de nuit des femmes, le repos dominical obligatoire, la création d'assurances sociales. Le droit syndical fut reconnu. La stabilisation de la drachme permit de nouveaux emprunts à l'étranger. Le budget de l'État devint excédentaire. L'évasion fiscale fut jugulée. La taxe sur le sucre fut diminuée de 50 %. L'armée et la marine furent réorganisées avec l'aide de la France qui envoya une mission militaire dirigée par le général Eydoux (l'Allemagne avait réformé l'armée turque). La marine fut réorganisée par une mission britannique menée par l'amiral Tufnell. Cependant, les militaires furent exclus de la vie politique et le diadoque Constantin et ses frères retrouvèrent leurs postes dans l'armée. Cela mécontenta les membres de la défunte Ligue militaire qui envisagèrent un temps de la recréer, voire de refaire un « coup »,,.